# アユタヤ銀行
アユタヤ銀行 (アユタヤぎんこう、BAY、 英語: Bank of Ayudhya Public Company Limited、タイ語:  ธนาคารกรุงศรีอยุธยา จำกัด มหาชน)は、タイで資産規模では5番目に大きい商業銀行。華系財閥のラタナラック家の資本であった。2013年3月時点、タイ国内支店は601ヶ所、海外支店は4ヶ所、ATMは4,388ヶ所。イメージカラーは薄い黄色。現地呼称は krungsri(クルンシイ)。

## 概要
1945年1月に設立。
2006年（仏暦2549年）、GEキャピタルの出資を受ける。直後、GEキャピタルが独自に展開していた『GEマネーリテール銀行』を合併、割賦販売部門の『ファーストチョイス』、自動車担保ローン『カーフォーキャッシュ』、および消費者金融部門を引き継いだ。消費者金融はファーストチョイスに統合し、『クルンシファーストチョイス』とする。
2012年には、香港上海銀行バンコク支店の個人向けクレジットカード部門を買収。子会社の『クルンシアユタヤカード』に統合させた。
2012年（仏暦2555年）11月、GEキャピタルを吸収したゼネラル・エレクトリックが、保有する全株式の売却を検討していることが明らかになる。この株式は国際競争入札にかけられることになり、三菱UFJフィナンシャル・グループとCIMBが入札に参加する意向も判明した。その後、2次入札を経て2013年6月に三菱UFJの落札が有力となったと報道される。当初約4000億円とされた買収額は最大で5600億円まで膨らむこともわかった。
三菱UFJは株式公開買付けを経てラタナラック家以外の全株主から株を取得し、第三者割当増資も行った上で同12月、三菱東京UFJ銀行の連結子会社とされる。これにより、三菱東京UFJ銀行バンコック支店はアユタヤ銀行へ統合することを求められ、2014年（仏暦2557年）12月30日限りで閉店。年が明けた2015年（仏暦2558年）1月5日、アユタヤ銀行のサトーン支店として再出発した。

## 沿革
- 1945年1月27日 - 設立。
- 1977年9月28日 - タイ証券取引所に上場。
- 2007年3月 - GEグループと資本提携。
- 2013年12月 - BTMUによる連結子会社化。
- 2015年1月5日 - BTMUバンコク支店の業務を統合。
- 2015年4月 - ヤンゴン市内にYangon Krungsri(Bank of Ayudhya)の駐在員事務所を開業。ミャンマーへ進出する企業のサポートを開始した[5]。
- 2016年1月27日 - 三菱東京UFJ銀行は27日、連結子会社のアユタヤ銀行を通じてカンボジアのマイクロファイナンス「ハッタ・カクセカー」を買収した[6]。